# Funambulus pennantii
Rat palmiste à cinq raies claires
Espèce
Statut de conservation UICN

 LC  : Préoccupation mineure

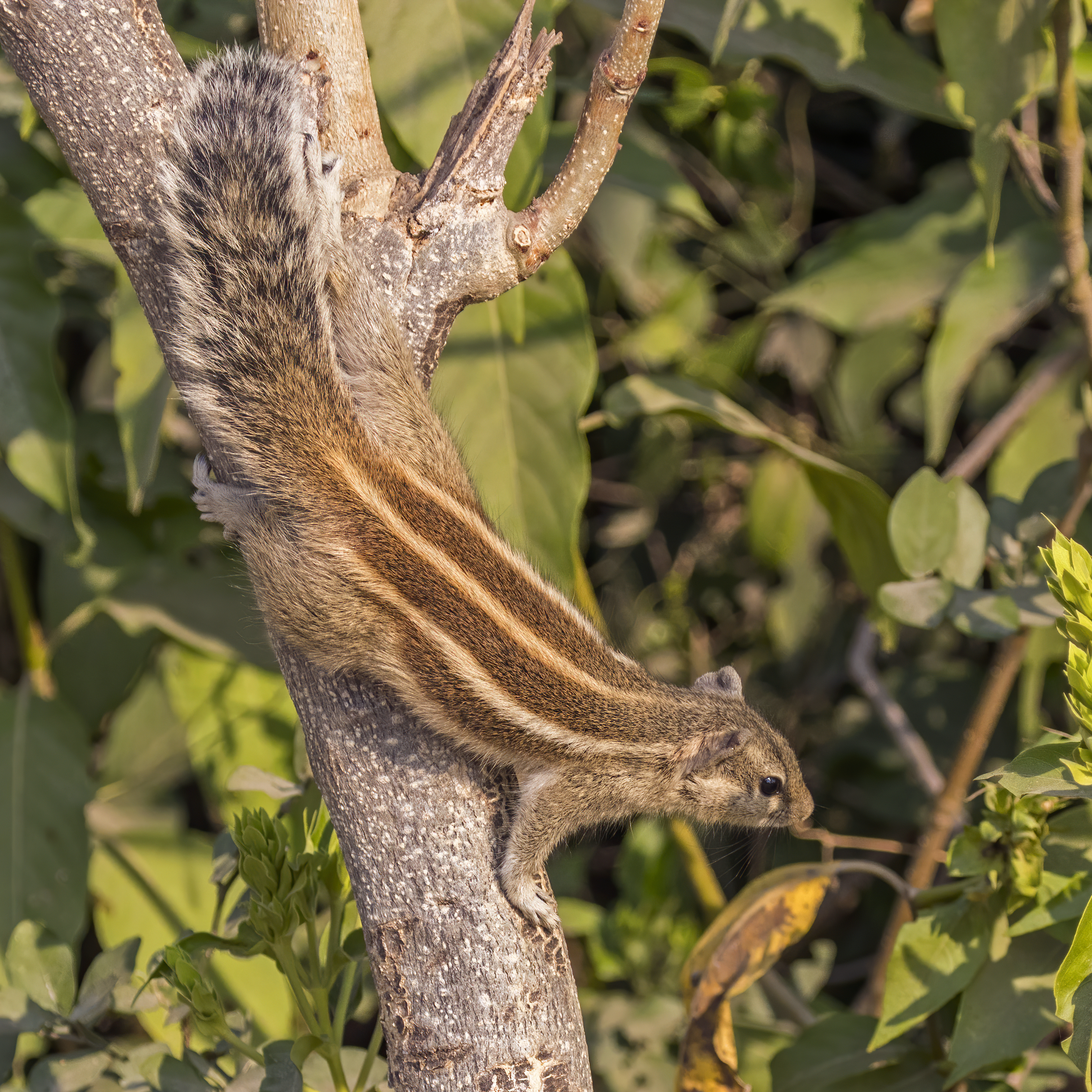
Un funambulus pennantii près de Bharatpur (Rajasthan) en Inde. Novembre 2017.

Funambulus pennantii est une espèce de rongeurs sciuromorphes, de la famille des Sciuridés, couramment qualifié d'« écureuil ».

## Aire de répartition

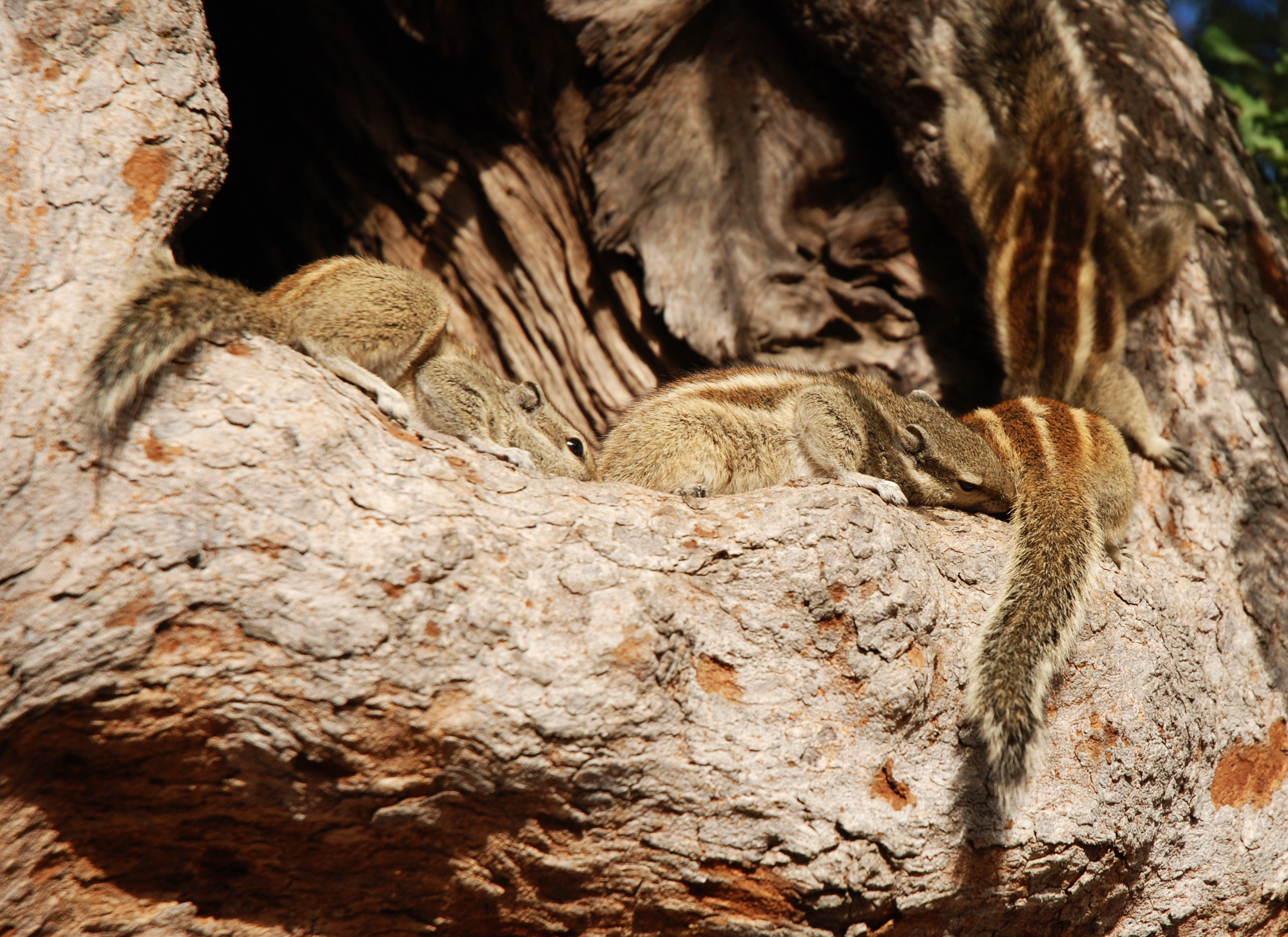
Groupe à Delhi, en Inde.

Cet écureuil est endémique de l'Asie. Il se rencontre dans les pays suivants : au Bangladesh, en Inde, en Iran, au Népal et au Pakistan. Il a été introduit en Australie, aux Fidji, en Guadeloupe, à Nauru, en Nouvelle-Calédonie[réf. nécessaire], en Nouvelle-Guinée occidentale, en Papouasie-Nouvelle-Guinée, à Pohnpei, aux Samoa, aux Tonga et à Vanuatu.

## Dénomination
Les noms vulgaires attestés en français sont l'Écureuil aux rayures, le Funambule à cinq raies claires, le Funambule du Nord, le Rat palmiste à cinq raies claires et le Rat palmiste du Nord.

## Taxinomie
Cette espèce a été décrite en 1905 par le naturaliste britannique Robert Charles Wroughton. Les sous-espèces attestées sont :
- Funambulus pennantii argentescens Wroughton, 1905
- Funambulus pennantii pennantii Wroughton, 1905

## Funambulus pennantiiet l'Homme

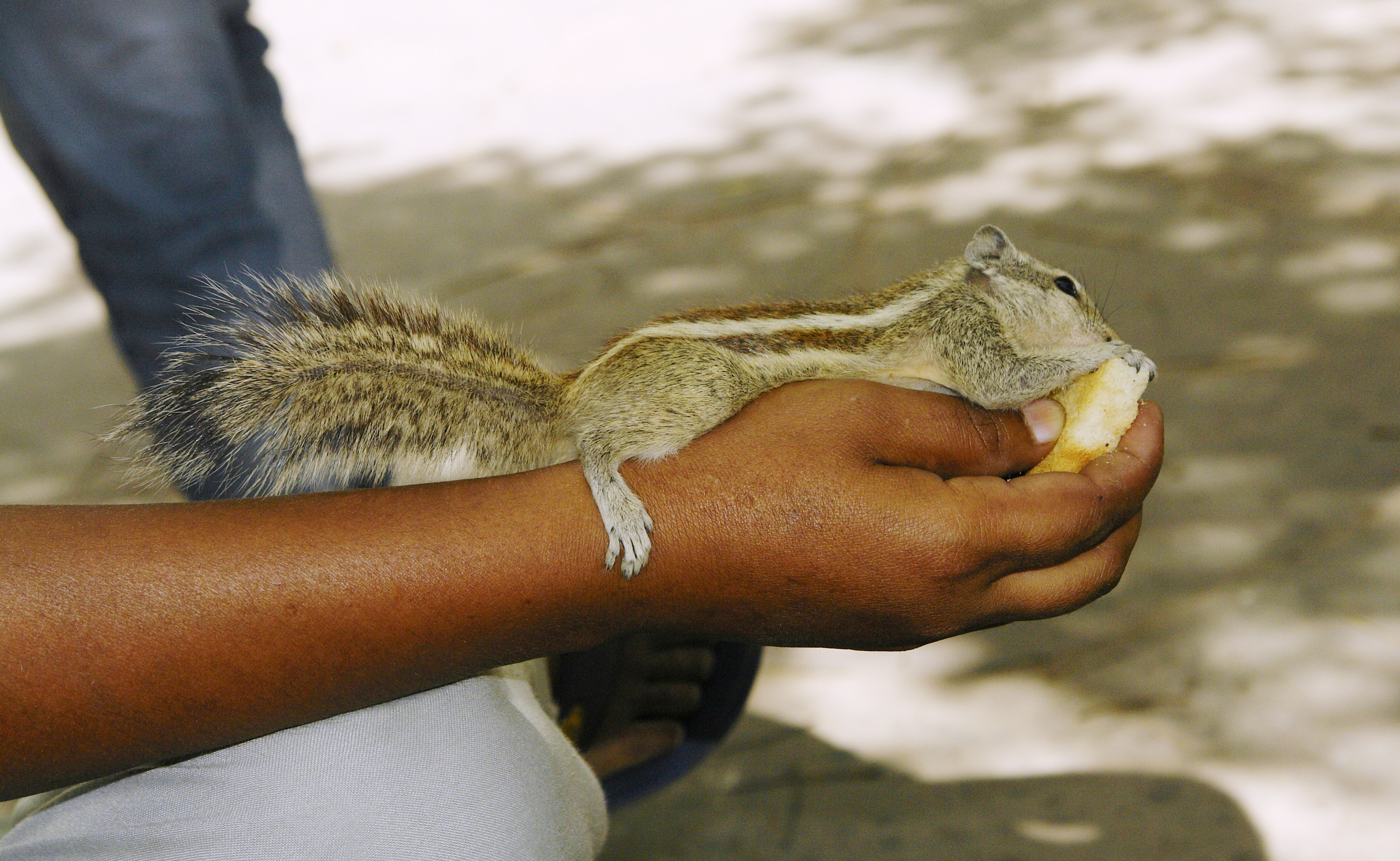
Spécimen nourri sur une main près du Taj Mahal, en Inde.

Funambulus pennantii est considéré comme de « préoccupation mineure » par l'Union internationale pour la conservation de la nature.